# Доброшув (Легницький повіт)
Доброшув (пол. Dobroszów, нім. Doberschau) — село в Польщі, у гміні Хойнув Легницького повіту Нижньосілезького воєводства.
Населення — 185 осіб (2011).
У 1975-1998 роках село належало до Легницького воєводства.

## Демографія
Демографічна структура станом на 31 березня 2011 року:
|          | Загалом | Допрацездатний вік | Працездатний вік | Постпрацездатний вік |
| -------- | ------- | ------------------ | ---------------- | -------------------- |
| Чоловіки | 95      | 16                 | 67               | 12                   |
| Жінки    | 90      | 17                 | 50               | 23                   |
| Разом    | 185     | 33                 | 117              | 35                   |